# Keresztély dán herceg
Keresztély dán királyi herceg (dánul: Christian Valdemar Henri John, prins til Danmark; Koppenhága, 2005. október 15. –)  X. Frigyes dán király és Mária dán királyné legidősebb fia, a dán trónörökös. Öccse: Vince herceg, húgai: Izabella és Jozefina hercegnők.

## Élete

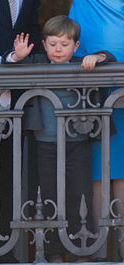
II. Margit 70. születésnapján

Frigyes dán királyi herceg fiaként, II. Margit dán királynő unokájaként született 2005. október 15-én. Rövid ideig az újszülötteknél gyakori sárgasággal kezelték, első fotóján is jól látszik arcán és kezein a sárgás árnyalat. Születésétől kezdve hivatalos megnevezése: Ő Királyi Fensége Keresztély, Dánia hercege, Monpezat grófja. Ez utóbbi címet 2008-ban nagyanyja hozta létre fiúági leszármazottai számára, amit a fiatal herceg is megkapott.
2006. január 21-én keresztelték meg. Lassan ötszáz éve tartó szokás a dán királyi családban, hogy az elsőszülött fiú felváltva az egyes generációk közt a Frigyes vagy a Keresztély nevet kapja. II. Margit trónra lépésével megszakadt ez a sorozat, de a királynő a fiát apja után Frigyesnek nevezte el, folytatva ezzel az évszázados hagyományt. Az ifjú herceg második keresztnevét IV. Valdemár tiszteletére, míg a Henrik, illetve a János nevet két nagyapja után kapta. Az alkalomra számos ajándékot kapott, többek között egy pónilovat a Dán Parlamenttől.
Trónra kerülése esetén ő lesz a történelem első olyan uralkodója, aki ausztrál felmenőkkel rendelkezik.
2006-ban a Scandinavian Airlinesnál új A319-es repülőgépek beszerzése volt folyamatban, az első darabot a herceg tiszteletére Keresztély Valdemár Viking névre keresztelték.
A királyi család történetében ő az első, akit óvodába írattak. 2011-ben szintén a tradíciókkal szemben egy állami iskolában kezdte meg tanulmányait.
Első hivatalos szereplésére 2006 októberében került sor, amikor nagyapjával letette a koppenhágai állatkert elefántházának alapkövét. Az elefántokat a thaiföldi uralkodópár ajándékozta a dán királyi családnak utolsó látogatásuk alkalmával.
2010. június 19-én részt vett keresztanyja, Viktória svéd királyi hercegnő esküvőjén.